# تسويق شفوي
التسويق الشفهي أو التسويق الشفوي أو التسويق بالكلام (بالإنجليزية: Word-of-mouth marketing)‏ هو نوع من أنواع الترويج غير المدفوع - مكتوب أو شفهي - حيث يقوم العملاء الراضين بأخبار الناس عن مدى رضاهم عن شركة أو منتج أو خدمة أو حدث ما. ويعتبر هذا النوع من أكثر أنواع الاعلان مصداقية لان من يقوم بالتوصية على منتج فانه لا يحصل على شيء بالمقابل، إضافة إلى انه يضع سمعة المسوق على المحك. وهو في الأصل يعد أسلوباً قديماً معروفاً بين المستهلكين الذين يتبادلون الآراء حول المنتجات والخدمات بغض النظر عن الدعاية التقليدية، وغالباً ما كان يتخذ شكل السرد القصصي.

## الغاية
يُعتبر التسويق الشفهي – أو التسويق بالمديح كما يُطلق عليه بعض المُعرّبين – اليوم وسيلة فعّآلة للدعاية للمنتجات والخدمات، تقوم بالأساس على منهجية لتحويل المستهلكين إلى مسوّقين تابعين للشركة، تكون مسؤليتهم نشر المنتج أو الخدمة في محيطهم الأسري وأماكن عملهم، لجذب المزيد من الزبائن.
هذا الأسلوب التسويقي يعتمد أساساً على مبدأ «الثقة» بين العملاء والشركات، لأن من يقوم بالدعاية في هذه الحالة هم الأقارب وأصدقاء العمل الموثوق بهم..وبالتالى تكون المدة التي يقضيها العميل في إتخاذ قرار الشراء أقل بكثير من المدة التي يقضيها في أساليب الدعاية التقليدية الأخرى ؛ بسبب اقتناعه بالمنتج أو الخدمة بناءً على ثقته بالشخص الذي دعاه إلى الشراء.

## أنواع الشركات التي تستخدم التسويق الشفهي
الشركات التي تستخدم هذا الأسلوب لتسويق منتجاتها، دائماً ما تربطها علاقة قويّة مع عملاءها باعتبارهم مسوّقين لها بالأساس الأول، وتمدّهم بالأرباح المادّية – عمولات وحوافز – بأنظمة دفع مختلفة كلما نجحوا في جذب المزيد من الزبائن للشراء، إلى جانب الدعم المعنوي المستمر الذي يتمثّل غالباً في إقامة الدورات التدريبية والمؤتمرات واللقاءات الدورية، التي تحفّزهم أكثر للعمل والانتشار.[بحاجة لمصدر]